# 苫谷奈央
苫谷 奈央（とまや なお、6月14日 - ）は日本の漫画家。栃木県出身。女性。
『SUGAR BABY LOVE』でデビュー。ほとんどの単行本は入手困難になっている。

## 作品リスト
- 君の中で夢の中で（1996年 集英社）
- Friend or Lovers（1997年 集英社）
- 星が眠るまで（1997年 集英社）
- 純情ロボット2号（1998年 集英社）
- ロマンチック・ブルーアイズ（1999年 集英社）
- 迷子のバンビにキスを1mm（2000年 集英社）
- アイドル・タイム（2001年 集英社）

| スタブアイコン | サブスタブ | この項目は、まだ閲覧者の調べものの参照としては役立たない、漫画家・漫画原作者に関連した書きかけの項目です。この項目を加筆・訂正などしてくださる協力者を求めています（P:漫画/PJ:漫画家）。 |